# El Mirador (ciudad maya)
El Mirador es un gran asentamiento de la cultura maya precolombino del Preclásico Medio y Tardío (1000 a. C.- 250 d. C.) situada en la cuenca del Mirador, en el municipio de San Andrés del departamento de Petén, Guatemala. Fue posteriormente reocupada en el período clásico tardío y finalmente abandonada en el siglo IX d. C.El Mirador es considerado el complejo de ciudades antiguas del período Preclásico más importante, ocupada 1,000 años antes que la gran ciudad de Tikal. Cuenta con calzadas y pirámides, entre ellas destaca la pirámide de La Danta, una de las más altas y voluminosas del mundo. Se estima que el lugar está compuesto por unas 800 ciudades, y en la ubicación de La Danta se encontraba el epicentro del comercio, las ceremonias religiosas y la residencia real de los gobernantes. Además, la ciudad se intercomunicaba con otras a través de 13 calzadas, representando su poder sobre las demás ciudades mayas de la región.El Mirador posee caminos blancos que miden 40 metros de ancho y entre 2 y 5 metros de alto, formando lo que los investigadores consideran el 'primer sistema de autopistas' o 'supercarreteras' del mundo.

## Localización
El Mirador se encuentra en la Reserva de la Biosfera Maya, y solamente se puede acceder por helicóptero —en un vuelo de 30 minutos desde el Aeropuerto Internacional Mundo Maya— o desde la aldea de Carmelita —localizada 37 km al sur del sitio arqueológico—, en un viaje de dos días caminando en jornadas de nueve horas diarias entre la selva.  Dicha reserva está ubicada en el extremo norte de la República de Guatemala, a 90 km de la Isla de Flores, en jurisdicción del municipio de San Andrés, departamento de Petén.
El Mirador se encuentra ubicado a orillas del bajo «La Jarrilla» y este fue muy importante para el desarrollo del lugar desde que los primeros habitantes lo poblaron pues fue utilizado como recurso de captación de agua pluvial y drenaje mayor.  El bajo «La Jarrilla»
también fue una fuente para la extracción de arcillas para construir sus estructuras y para elaborar su alfarería. En el área también hay pantanos, pequeños lagos y lagunas, y elevaciones promedio de 100 m de altura formada por carbonatos, rocas clásticas, carbonatos antigénicos y anhidritas precipitadas. El relieve del terreno consiste de tierras bajas extensas o bajos con pendientes y suelos relativamente bien drenados.

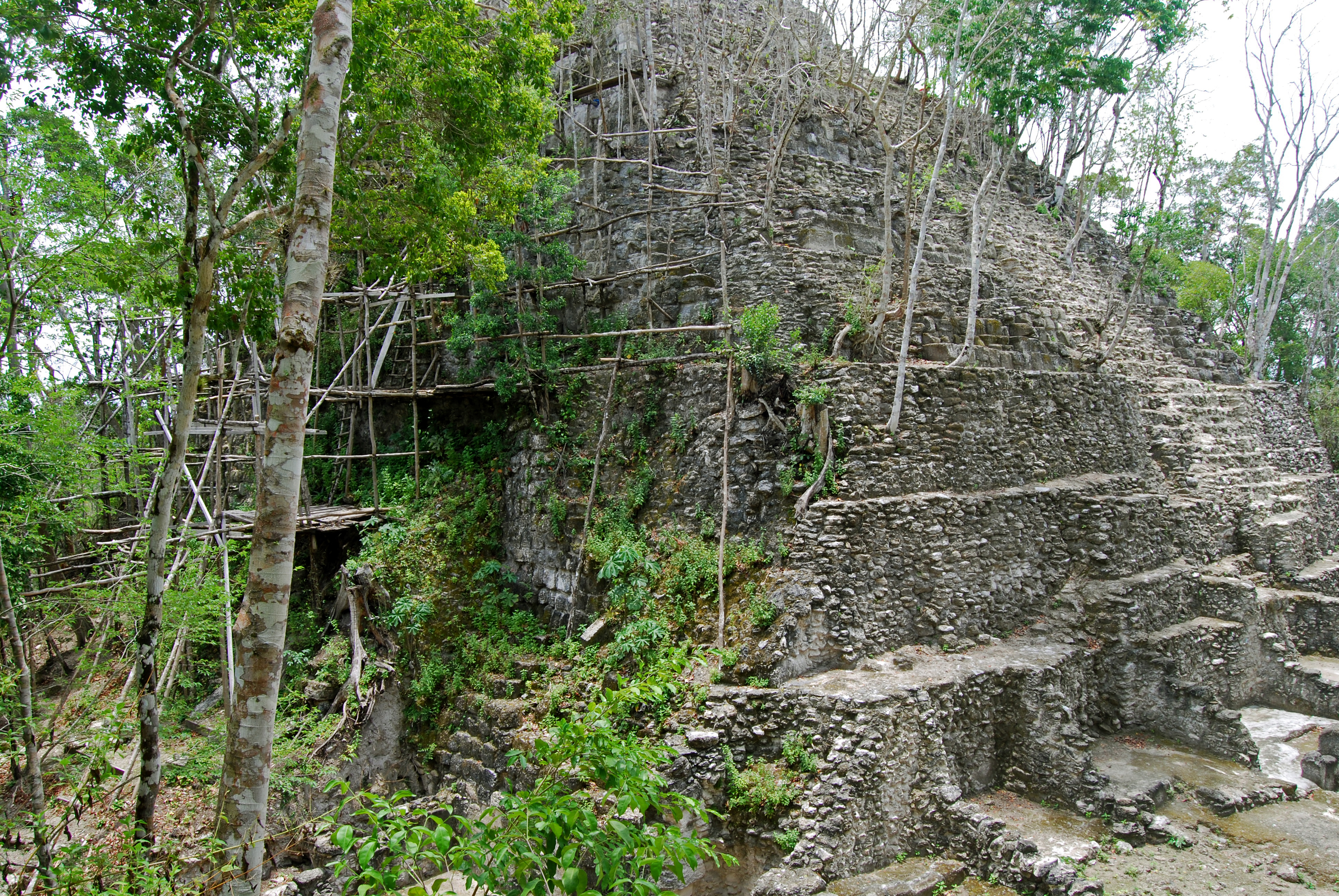
.

### Otros sitios importantes en el área
Desde Carmelita a El Mirador, se visitan nueve sitios Mayores, entre ellos El Tintal, la segunda ciudad maya en tamaño y también mayor que Tikal. Esta antigua ciudad estaba conectada con El Mirador por medio de una calzada maya (sacbé) de 20 km de longitud. 
El 31 de enero de 2007, fue firmado un tratado de ayuda técnica para el desarrollo sostenible del ecoturismo y conservación arqueológica por US $35 millones entre los Gobiernos de Estados Unidos y de Guatemala, que inició en la Cuenca del Mirador, creando instalaciones básicas en la aldea Carmelita, y evitar el saqueo de los sitios arqueológicos, incluyendo la región de río Azul.

## Historia

### Ciudad Maya
El apogeo de El Mirador ocurre en paralelo con la formación de Tikal, en el Preclásico, un período que tan solo hace unos años era poco conocido y considerado casi como una época donde la cultura maya era muy primitiva y sin ninguna capacidad de construcción. Los hallazgos recientes en excavaciones de entierros, y monumentos fechados en El Mirador, Nakbé, Cival, Tintal, San Bartolo, y otras ciudades han representado un cuestionamiento a lo que se creía de los mayas del preclásico.
Hay evidencias de que el área de El Mirador fue ocupada desde el Preclásico Medio —1000 a. C.—, pero no fue sino hasta en 350 a. C. que hubo un auge de construcciones complejas.  Por ejemplo, en el sector norte, se construyó parte del Grupo Cascabel, que contaba con edificios de 28 m de altura, los más altos del Preclásico Medio; también se encuentran evidencias de edificios político-religiosos, canchas de juego de pelota, calzadas y monumentos en los Grupos Cascabel, Monos y Sacalero.
El Mirador empezó a crecer, y algunas de las construcciones del Preclásico Medio quedaron soterradas bajo nuevas y complejas edificaciones que seguían un ordenamiento ideológico y arquitectónico bien definido. Ya para el Preclásico Tardío la sociedad del lugar llegó a su esplendor y su influencia se extendió a los lugares cercanos; a esta época la han llamado la «Era de la Monumentalidad», y el Complejo de la Danta es el mejor ejemplo.  Todos los edificios de la época, incluyendo los pequeños, tuvieron esculturas arquitectónicas con mascarones representando a seres divinos en sus fachadas.
Sin embargo, la ciudad fue abandonada durante siglos, como lo evidencia el derrumbe de los niveles superiores que colapsaron y durante siete siglos de erosión terminaron cubriendo los mascarones, escalinatas y muros con capas de escombros de hasta 4 m de espesor; los arqueólogos consideran que la ciudad colapsó y no fue simplemente abandonada, pues no hubo construcciones, reparaciones ni mantenimiento en la misma durante más de setecientos años. No fue sino hasta el Clásico Tardío y Clásico Tardío Terminal que la ciudad fue reocupada, pero solo por cantidades modestas que vivieron en medio de las ruinas preclásicas.
He aquí la cronología de ocupación del sitio, de acuerdo a lo presentado por la arqueóloga Laura Velásquez Fergusson de la Universidad de San Carlos de Guatemala para los complejos cerámicos encontrados por los arqueólogos en el sito:
| Complejo cerámico       | Período           | Años                |
| ----------------------- | ----------------- | ------------------- |
| Monos                   | Preclásico Medio  | 800-300 a. C.       |
| Cascabel                | Preclásico Tardío | 300 a. C.-200 d. C. |
| Subcomplejo Paixbancito | Protoclásico      | 200-300 d. C.       |
| Acrópolis               | Clásico Temprano  | 300-600 d. C.       |
| Lac Ná                  | Clásico Tardío    | 600-800 d. C.       |
| Post-Lac Ná             | Clásico Terminal  | 800-900 d. C.       |

#### Complejo Cerámico Monos (800 a.C.-300 a.C.)
Durante el período del complejo cerámico Monos, se desarrolló plenamente la ciudad de Nakbé, con la ocupación más antigua para el 800 a. C.  Para entonces ya existía una diferenciación del estatus social evidente en la cerámica fina recuperada en ciertos sectores, incrustaciones en dientes e importación de productos exóticos como conchas. Ahora bien, la muestra cerámica de este complejo es muy pobre y proviene de depósitos mixtos en su mayoría, por lo que se sugiere que hubo una pequeña ocupación en el sitio para ese período.

#### Complejo Cerámico Cascabel (300 a.C.-200 d.C.)
Durante el complejo cerámico Cascabel se construyeron los edificios más grandes de Nakbé —las Estructuras 1, 13, 27 y 59— y en general ocurre un gran despliegue de construcciones y producción artesanal en la Cuenca Mirador, siendo el período de auge para la ciudad de El Mirador, tomando el lugar prominente que hasta entonces tenía Nakbe. El Preclásico Tardío fue el período de ocupación general y de mayor actividad constructiva, además de una gran densidad poblacional. El auge del sitio ocurrió entre 300 a. C. y 150 d. C., siendo el centro maya más grande de esa época; a partir de 150 d. C. la construcción cesó y la ocupación del área empezó a disminuir gradualmente hasta llegar al Clásico Tardío. El Mirador entró en decadencia y comenzaron a destacar otros sitios como Tikal y Calakmul.
El aspecto más sobresaliente de la cultura material desarrollada durante este período es la arquitectura cuyas características son edificaciones voluminosas o monumentales, numerosos grupos de patrón triádico, estructuras residenciales rodeando plazas, plataformas ceremoniales, el uso de estuco para recubrir los edificios, los mascarones adosados a las fachadas de los edificios y construcción de calzadas que conectan grupos y sitios entre sí y que indican la unificación de un vasto territorio.
La construcción de los edificios preclásicos en El Mirador como la estructura 34, consistía en utilizar piedras de cornisa largas y biseladas, muros de mampostería altos, muros pintados de estuco rojo, plataformas de sostén y basamentos en forma de T, ventanas pequeñas para ventilación en la parte inferior de los muros, cámaras continuas unidas por pasadizos angostos, escalinatas remetidas y mascarones modelados en estuco flanqueando la escalinata central de los edificios. Los monumentos de piedra consisten en estelas lisas y talladas, son escasos pero su importancia se debe a que algunos presentan elementos iconográficos tempranos. En todo el sitio se han localizado unas veinte estelas talladas, completas o en fragmentos. Estas presentan talla en ambos lados, cuya iconografía semeja mucho a la de los monumentos de los sitios de Kaminaljuyu, fechados a finales del Preclásico. Probablemente algunas de las estelas fueron utilizadas para construir plataformas.

#### Subcomplejo Cerámico Paixbancito (200-300 d.C.)
Corresponde con el período denominado Preclásico Terminal, o Protoclásico. En el caso de la Cuenca Mirador, se le ha definido como un complejo cerámico comprendido entre 75/25 a. C. y 420 d. C. Varios modos introducidos en este período, se consideran precursores de la cerámica del Clásico Temprano.  Material de este período se ha encontrado principalmente en la parte superior de la estructura 204 del Complejo Cascabel, que los arqueólogos han asociado con eventos relacionados con rituales de terminación, en donde la quema de muros, de pisos, la perforación de pisos por medio de depósitos intrusivos, son las características que definen los últimos días del edificio 204. Algunas de las características referidas, como los pozos intrusivos también conocidos como pozos ceremoniales, han aparecido en el Complejo «La Pava» y el Complejo «Tigre». 
Durante Paixbancito, en la cuenca Mirador decreció la actividad y también la población, asumiendo probablemente un nuevo orden social
y político que se empezaba a establecer alrededor de Tikal y Calakmul.

#### Complejo Cerámico Acrópolis (300-600 d.C.)
En la Gran Acrópolis, la morfología de los edificios, el tamaño y la configuración de las plazas superiores manifiesta un predominio de la ocupación del Preclásico Tardío y Clásico Temprano. En el patio del conjunto triádico del Complejo Tigre se ha recuperado cerámica asociada a remodelaciones. La configuración de la Plazuela C sigue el modelo arquitectónico de este lapso —Plan de Plaza 2, que consiste en un pequeño adoratorio en el lado este del patio y con largas plataformas domésticas bien construidas alrededor de los otros lados—. Además se propone que hay remodelaciones efectuadas entre el Protoclásico y Clásico Temprano en el Complejo Pava según la cerámica de las excavaciones; este es el mismo caso que en la Estructura 204, Complejo Cascabel.
En el sitio periférico de «La Muerta», a 3 km al sur del Complejo «Tigre», se encuentran construcciones de este período: la estructura A2 en el Grupo «Laberinto», de función funeraria, con muros en talud y mascarones flanqueando escalinatas salientes y el Monumento 1, que posee personajes antropomorfos y un panel con texto jeroglífico. Hubo un considerable descenso demográfico en el sitio de El Mirador, para el período Clásico Temprano aunadao con la ocupación de determinados grupos arquitectónicos principalmente hacia el oeste del sitio.

#### Complejo Cerámico Lac Ná (600-800 d.C.)
En este período El Mirador fue reocupado, aunque ya no resurgió en el escenario político y económico como en la época del Preclásico Tardío, durante la cual la ciudad habría ejercido un considerable control de la región. La evidencia de esta reocupación son los estilos arquitectónicos, las técnicas constructivas, el patrón de asentamiento y las grandes concentraciones de cerámica encontrados principalmente al este del Complejo Danta y al norte del Complejo «Cascabel».
En muchas de las construcciones se reutilizó el material de los edificios preclásicos, se adosaron construcciones a los edificios originales y en algunos casos se destruyeron los edificios para construir otros sobre ellos, cambiando su función de ceremonial a habitacional; las características de los edificios Clásico Tardío en El Mirador son:
- estructuras rectangulares con bóveda
- plataformas balaustradas de menor tamaño
- estructuras redondas ubicadas en los patios o afuera del grupo residencial[14]

A diferencia de otras ciudades en el área Maya, durante este período, en El Mirador no se desarrolló la arquitectura monumental ni el arte escultórico. Al término de este período sobrevino el colapso final del sitio.

### Sitio arqueológico
| «La más grande y alta soporta siete montículos, de los cuales la más alta llega no menos de 20 m arriba de la gran pirámide». —Karl Ruppert y John Denison Jr., 1943 |

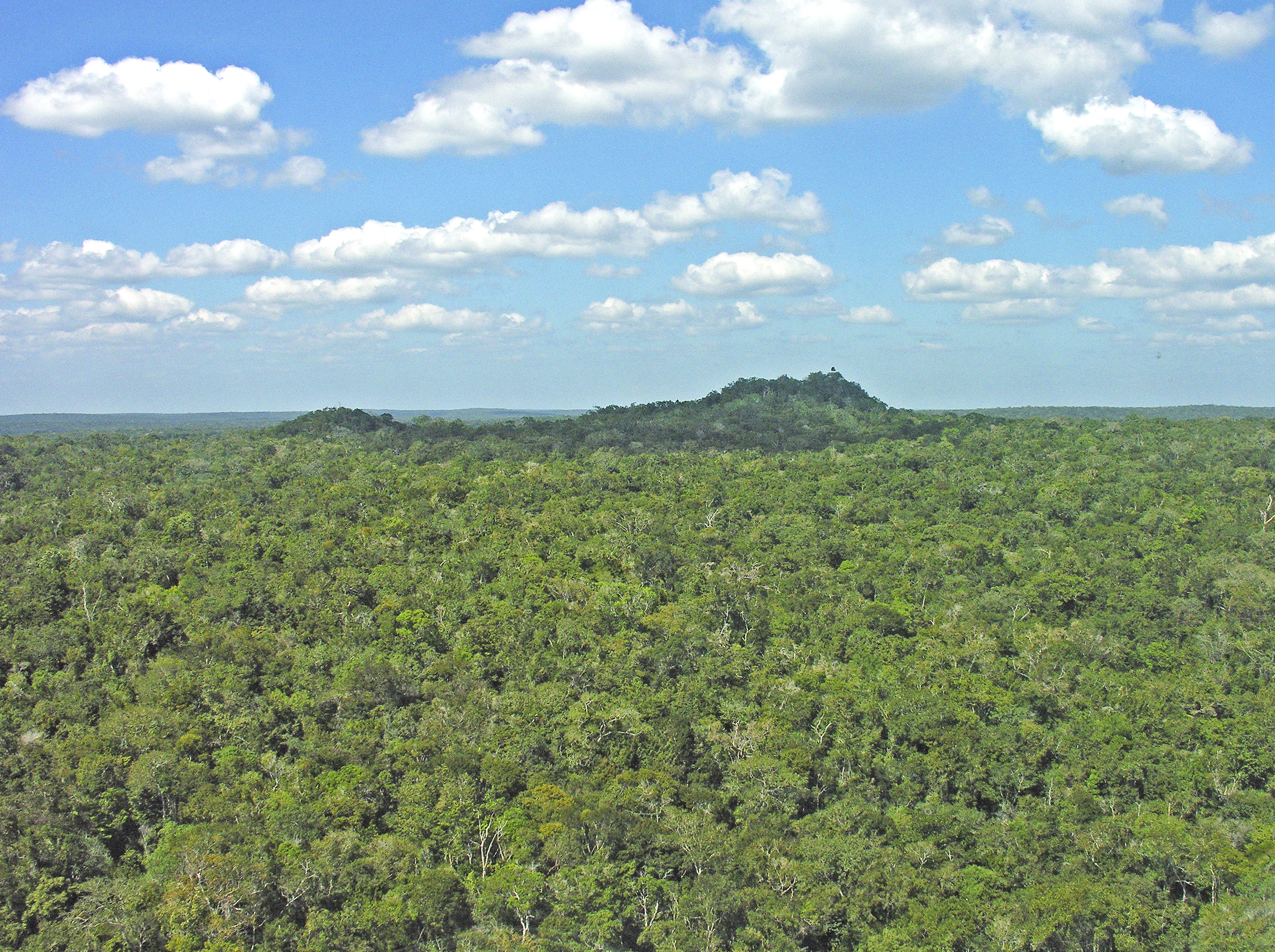
Vista del Complejo La Danta de El Mirador en 2007; el montículo de la izquierda es «La Pava», y el de la derecha «La Danta». Fotografía de Dennis Jarvis.

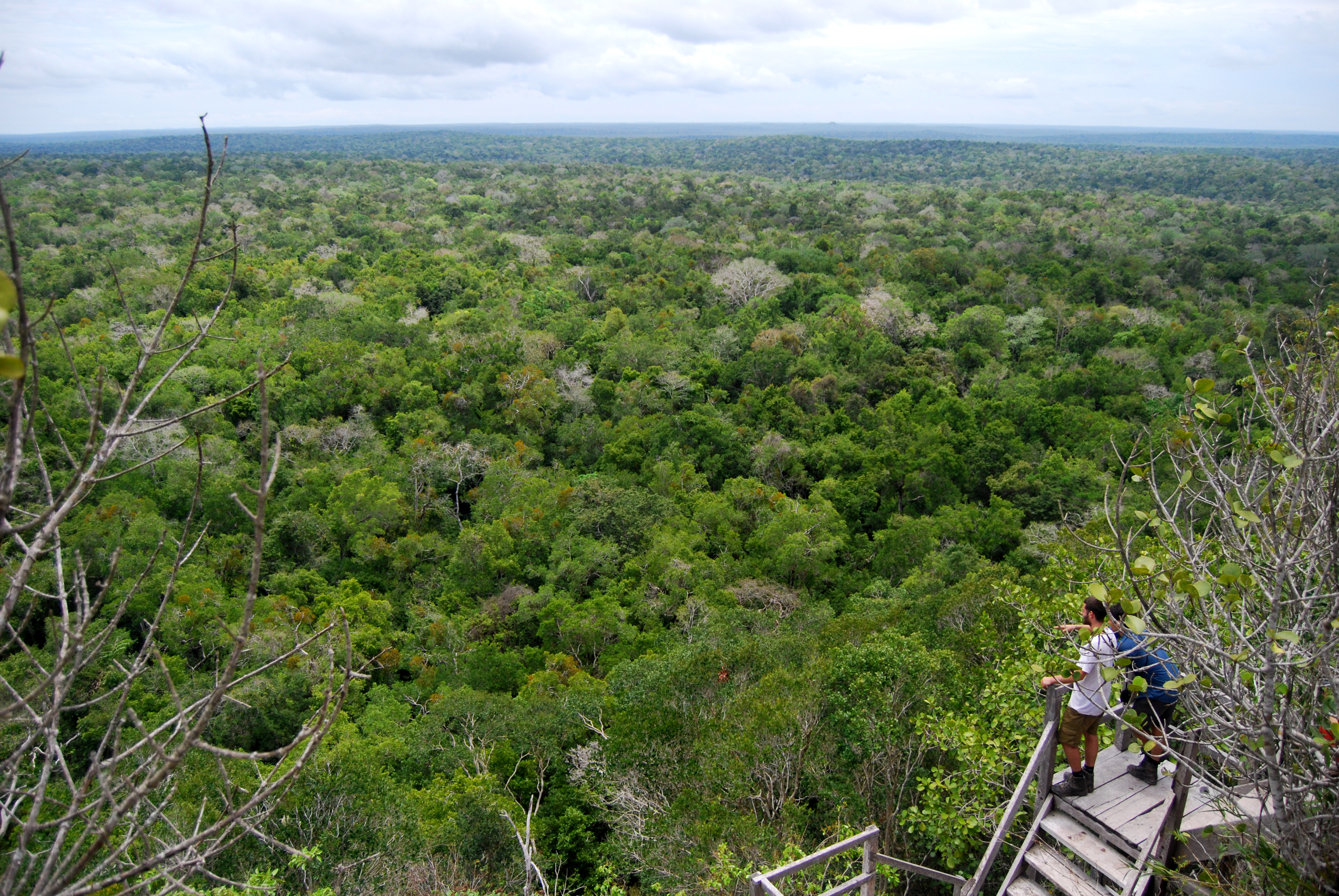
Vista desde la pirámide de La Danta, en 2010. Fotografía de Geoff Gallice.

El Mirador debe su nombre a los chicleros quienes observaron desde la cima de algunos edificios la vista y paisaje de la densa selva petenera. En 1926, Frank Vans Agnew y Enrique Shufeldt, –contratistas de chicle– lo dieron a conocer, si bien los primeros reportes formales del sitio corresponden a las fotos que Percy Madeira publicó en 1930, y que fueron seguidas por una expedición en 1933 de la Institución Carnegie de Washington a cargo de los arqueólogos Karl Ruppert y John Denison Jr. quienes estuvieron en el sitio por unas cuantas horas.   Posteriormente, en 1962 el explorador Ian Graham realizó el primer plano del sitio y las primeras excavaciones; en estos estudios se dio a conocer el área denominada «La Danta».  Luego, entre 1978 y 1983, un proyecto de la Universidad Brigham Young y la Universidad Católica de América denominado «Proyecto Arqueológico Mirador» y dirigido por los investigadores Ray Matheny y Bruce Dahlin realizó las primeras excavaciones intensivas del sitio, logrando comprobar por medio de dataciones absolutas el fechamiento antiguo de tan inmensa ciudad. Conjuntamente, un proyecto de la Universidad de Harvard dirigido por los renombrados arqueólogo Arthur Demarest y Robert Sharer realizaron varias pruebas de sondeo en el Grupo Este y al norte del Complejo Tigre, recuperando varios ejemplares de cerámica de los períodos preclásico medio hasta el clásico tardío y colocando pozos de sondeo.
Las investigaciones se detuvieron cuando los estudiosos se enfocaron en otras partes de la Cuenca de El Mirador pero en 2003 el Dr. Richard D. Hansen y Edgar Suyuc Ley iniciaron nuevamente estudios a gran escala.

#### Descubrimiento de una escena acuática

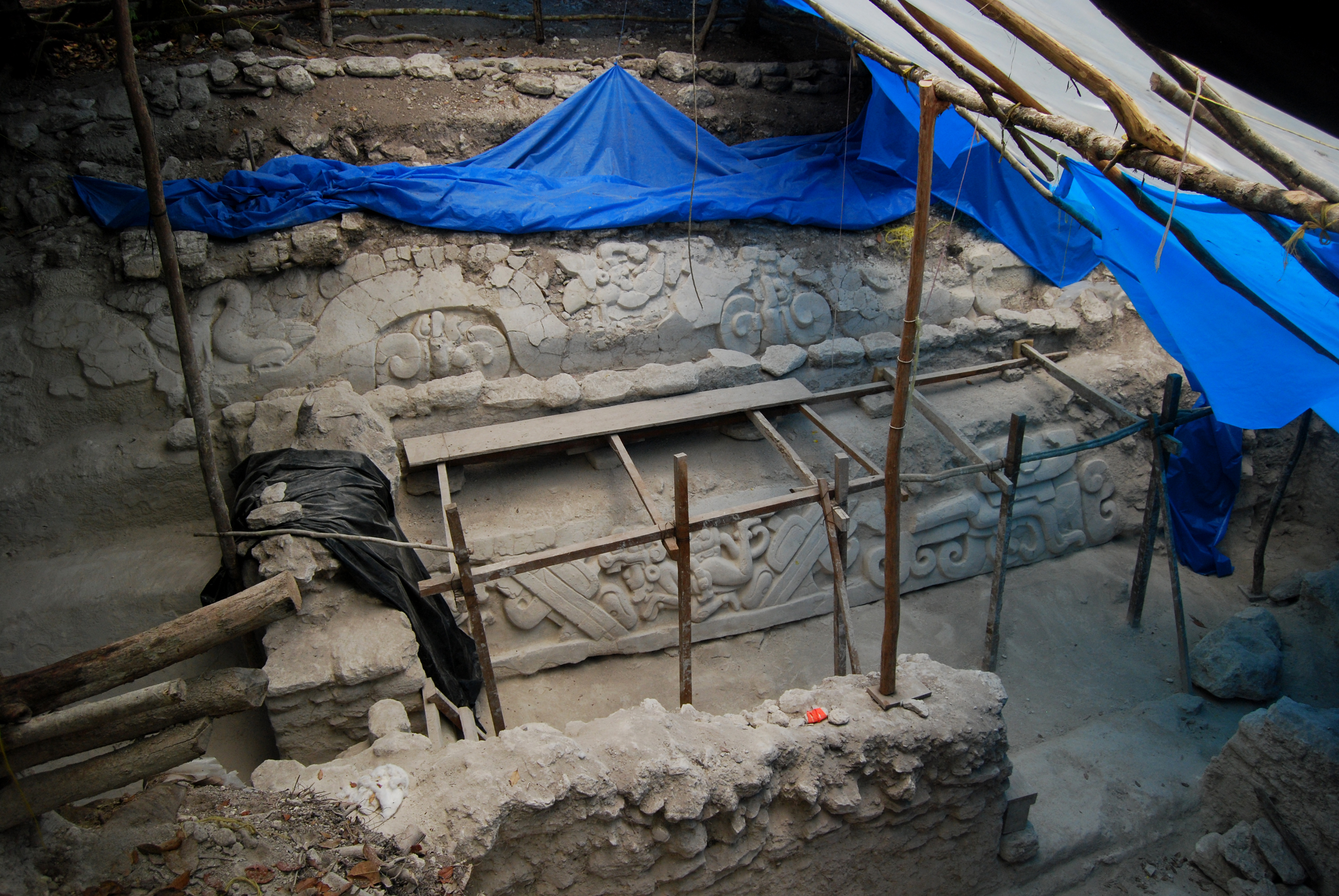
Relieve estucado descubierto en El Mirador en 2009 y posiblemente mostrando a los héroes gemelos Hunahpú e Ixbalanqué (abajo).

Durante investigaciones realizadas en la ciudad de El Mirador un equipo de arqueólogos dirigidos por Hansen descubrió una pared estucada con relieve junto a un canal que estaba destinada a canalizar el agua de lluvia a través del área administrativa de la ciudad; en efecto, cada techo y plaza en la ciudad estaban diseñados para dirigir el agua de lluvia en los centros de recaudación. La pared estucada muestra a dos personajes que parecen estar nadando en el agua, posiblemente como representantes o asistentes del dios de la lluvia.
Sin embargo, la misma escena también ha sido interpretada como una de las representaciones más antiguas de las creencias de la creación que se encuentran en el Popol Vuh. La escultura, que data de aproximadamente el año 200 a. C., mostraría a los míticos héroes gemelos Hunahpú e Ixbalanqué, nadando en el inframundo para recuperar la cabeza decapitada de su padre. La escultura data del mismo período que algunos de los trabajos más antiguos relacionados con el Popol Vuh: los murales en San Bartolo y la estela de Nakbe, dos ciudades cercanas. 
El sistema de colección de agua habría sido una de las causas por las que El Mirador se habría convertido en el primer poderoso reino Maya, dando origen así a una rica ideología que posiblemente giraba alrededor de lo descrito en el Popol Vuh. Los arqueólogos instalaron un cobertizo de clima controlado sobre el área recién descubierta para evitar que la estructura se dañara.

## Descripción del sitio

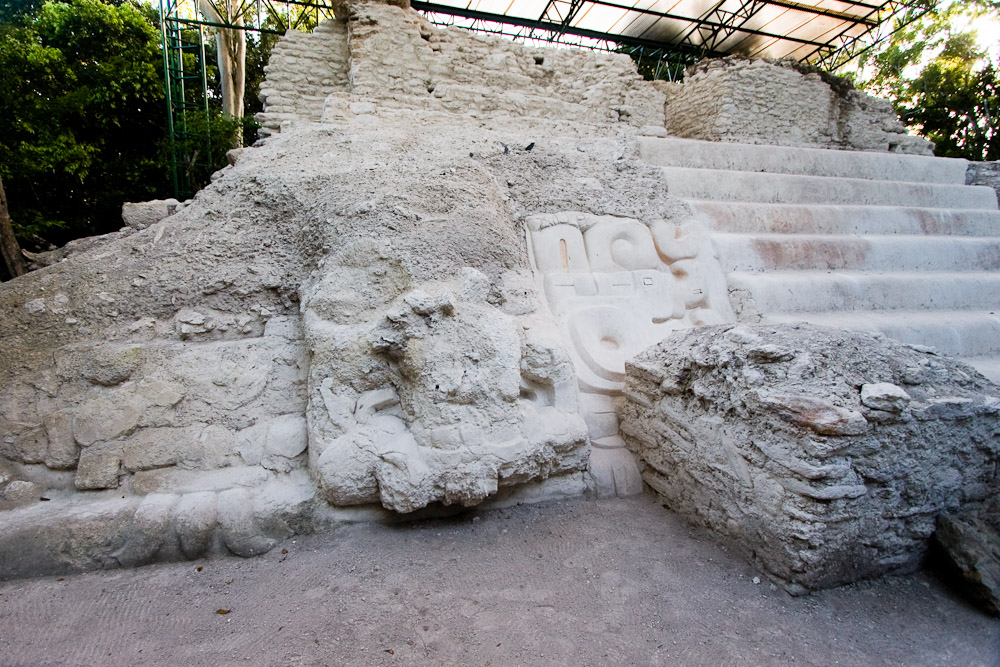
Estructura 34: Templo de la Garra del Jaguar, El Mirador.

El sitio cuenta con una serie de estructuras triádicas (alrededor de 35 estructuras), que consisten en una plataforma artificial que soporta a tres pirámides o una pirámide y dos estructuras menores emplazadas en ángulo recto con respecto a la pirámide central, formando entre sí una especie de plaza. Las más notables de estas estructuras son las denominadas «El Tigre» y La Danta.  La Pirámide de «El Tigre», de 55 m de altura, es la segunda mayor del sitio. En este lugar la National Geographic Society, filmó en el 2005 el documental El Amanecer de Los Mayas. Un reciente estudio realizado por el arqueólogo guatemalteco Carlos Morales-Aguilar, de la Universidad de París I Panthéon-Sorbonne comprobó que la ciudad de El Mirador fue planificada desde su inicio, y a su vez se encontraron numerosas alineaciones entre varios edificios, muchos de los cuales sirvieron como puntos de observación astronómico. Estos estudios han registrado fenómenos interesantes relacionados con la traslación del sol y la luna en ciertas épocas del año.

### El sector oriental de la ciudad

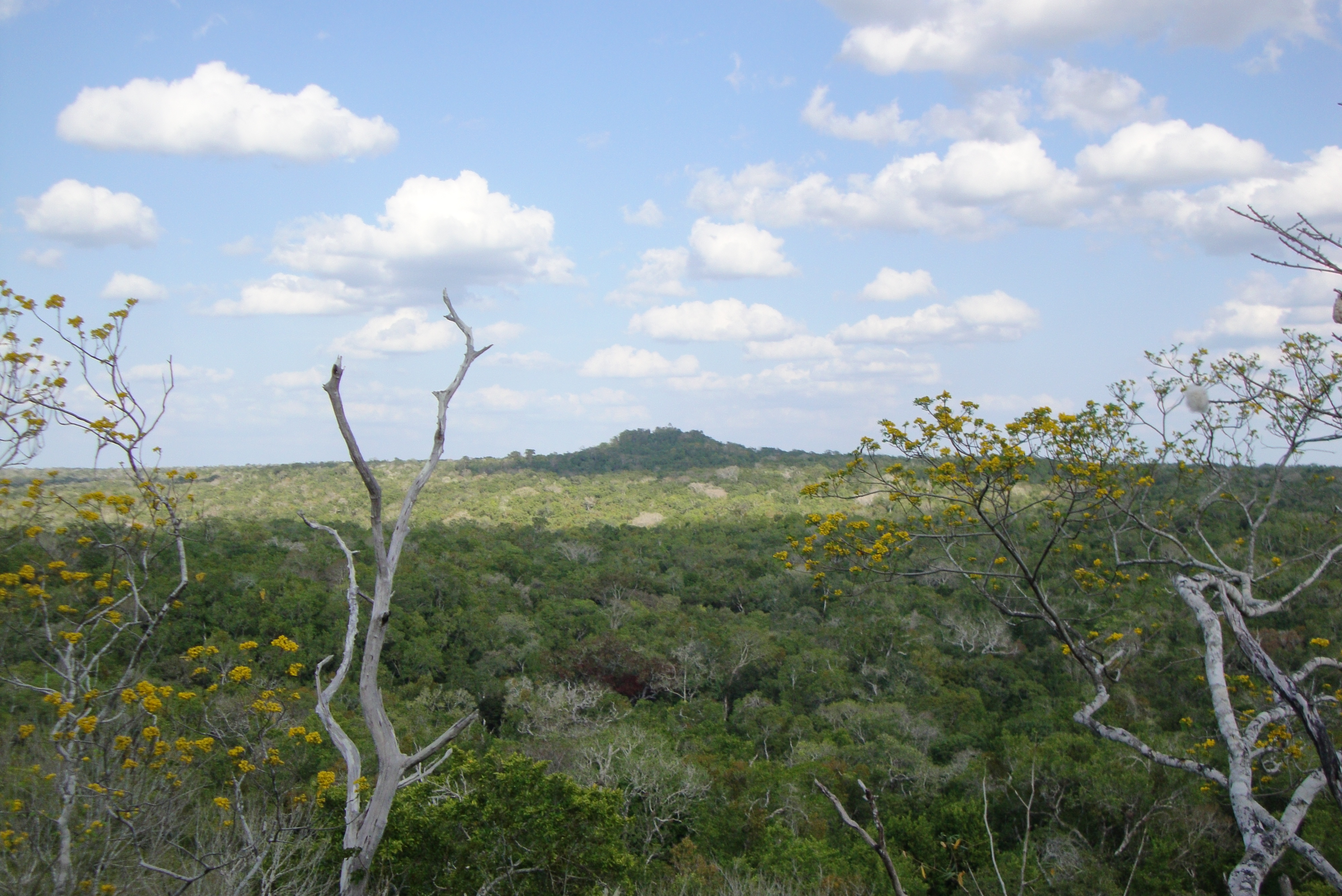
Vista del Complejo Danta en 2010.

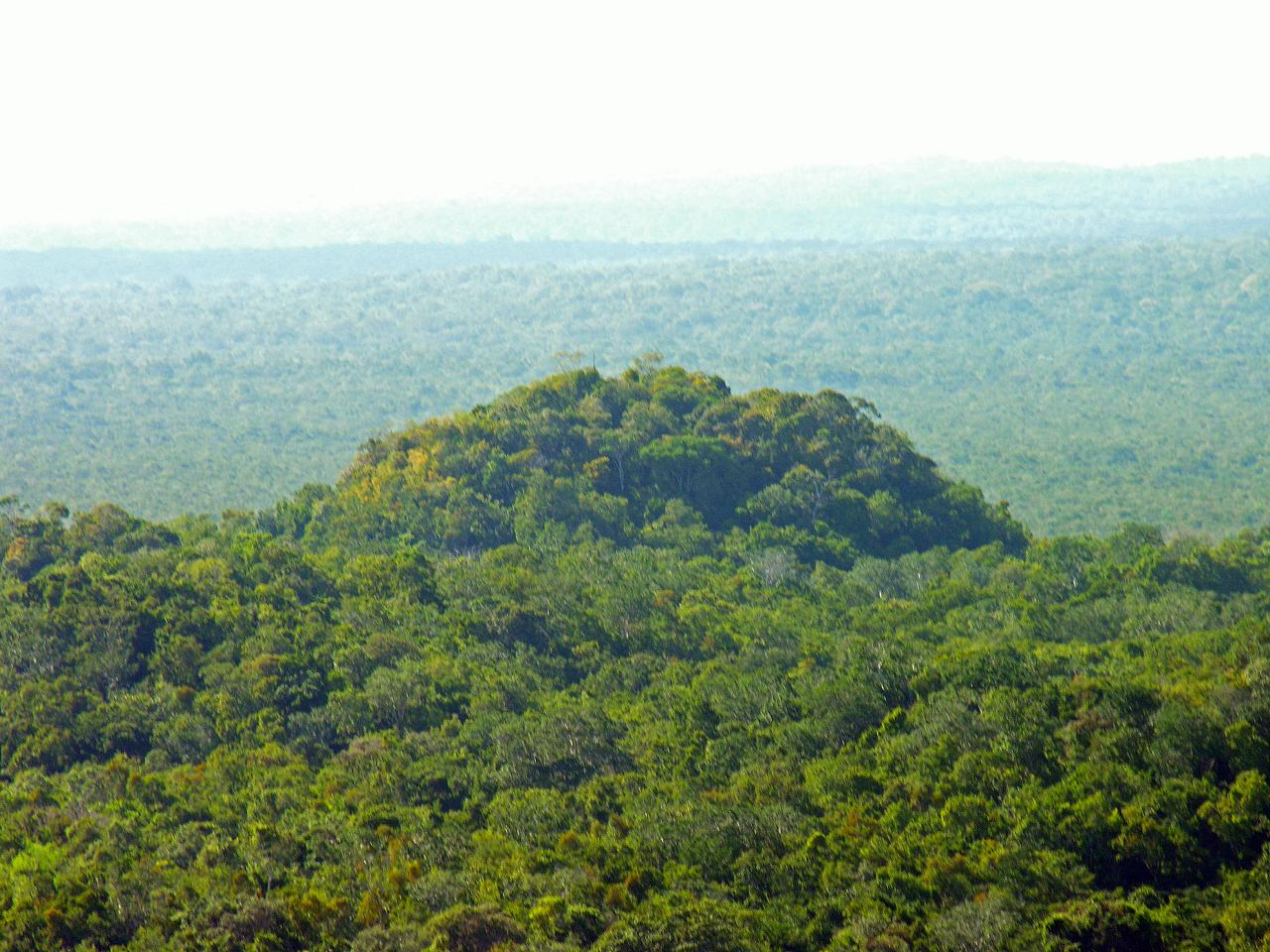
Vista aérea del edificio principal de la Estructura 4D3-1 de la Pirámide El Tigre.

En la sección oriental se encuentra el Complejo La Danta que, más allá de su inmenso volumen, es una de las pirámides más altas de América, solo por detrás de la pirámide de toniná de 74 metros de altura y por encima de la estructura IV de Tikal (70 m de altura). En cuanto a volumen, tiene 2 800 000 m³, doscientos mil más que la Gran Pirámide de Keops en Egipto.  El complejo consta de una acrópolis triádica sobre tres plataformas de nivelación escalonada y es considerada perteneciente al período Pre-clásico Tardío.  El complejo es tan grande, que los investigadores han considerado que podría haber sido una pequeña ciudad próxima a El Mirador en lugar de únicamente una pirámide de la misma. El monumento consta de una estructura principal que es la parte más alta de El Mirador, ubicado encima de la tercera plataforma; el uso de las estructuras triádicas estaba relacionado con amplios lugares ceremoniales. La construcción tiene el edificio principal cuya fachada está dirigida hacia el oeste y todo el complejo es ascendente hacia el este, principiando por la primera plataforma; además consta de mascarones en las fachadas principales de todos los edificios.  El estilo utilizado para esta masiva construcción ya no fue repetido en ninguna de las ciudades mayas de los períodos posteriores que se han descubierto hasta el momento.
El Complejo de La Danta es una de las obras de arquitectura más representativas del mundo maya Preclásico debido a su majestuosidad estilística y artística, su antigüedad, y las dimensiones que alcanzó y que seguramente requirió de millones de días/hombre de trabajo, además de cantidades industriales de materia prima, para muros, pisos, rellenos constructivos, pigmentaciones, etc.  Las estructuras en las tres plataformas se pueden agrupar así:
- Primera plataforma: conocida también como «la base» fue el punto de acceso al público y de conexión con la Calzada Danta, que la comunicaba con El Mirador; sobre ella se localizan los grupos «La Pava», «Lagartija» y «Tolok», así como dos canales y un reservorio.[24] Fue construida de capas de sascab y tiene 330 m de largo en la dirección norte-sur[22] y 280 m de ancho en la dirección este-oeste hasta perderse con el terreno natural.[24] En ella se encuentran el edificio conocido como «grupo de conmemoración astronómica», un palacio y una pirámide triádica denominada «La Pava».[22] En esta plataforma, que posee una altura de 12 m y una desviación de 13°30′ con respecto al Norte real,[24] convergían varias calzadas mayores comunicaban a la estructura con la Gran Acrópolis Central, y con Nakbé.[22]  La escalinata central de la primera plataforma tiene al menos 10 m de ancho y siete escalones que conducen al grupo por siete escalones que conducen hacia el grupo La Pava.[24]
- Segunda plataforma: consiste en una amplia estructura en donde hay numerosos edificios pequeños que tienen de uno a dos metros de altura, los que, de acuerdo a los investigadores, habrían sido construidos en el período Clásico Tardío, siete siglos después de que La Danta y El Mirador habían sido abandonados.[25] Aunque en mal estado de conservación, se determinó que la escalinata estaba en posición remetida en la fachada y que alguna vez tuvo mascarones.[25]
- Tercera plataforma: soporta el grupo triádico más importante del complejo, identificado como estructura 2A8-2, y que es la pirámide principal del grupo; esta estructura tiene 25 m de altura desde la tercera plataforma y está orientada hacia el oeste, formando el eje este-oeste de El Mirador junto con la pirámide de «El Tigre».  El sitio arqueológico muestra muros expuestos en los costados sur y norte que tienen evidencia de que alguna vez hubo mascarones a los lados de la escalinata.[26] El edificio superior contó con una cámara con techo de mampostería y hay evidencia de que había paredes verticales con cornisas y techos, pero este se derrumbaron; es sobre la base de estos descubrimientos que se hicieron en la estructura que los arqueólogos estiman que el complejo alcanzó una altura total desde la primera plataforma de 76 m.[26]

### El sector central-oeste

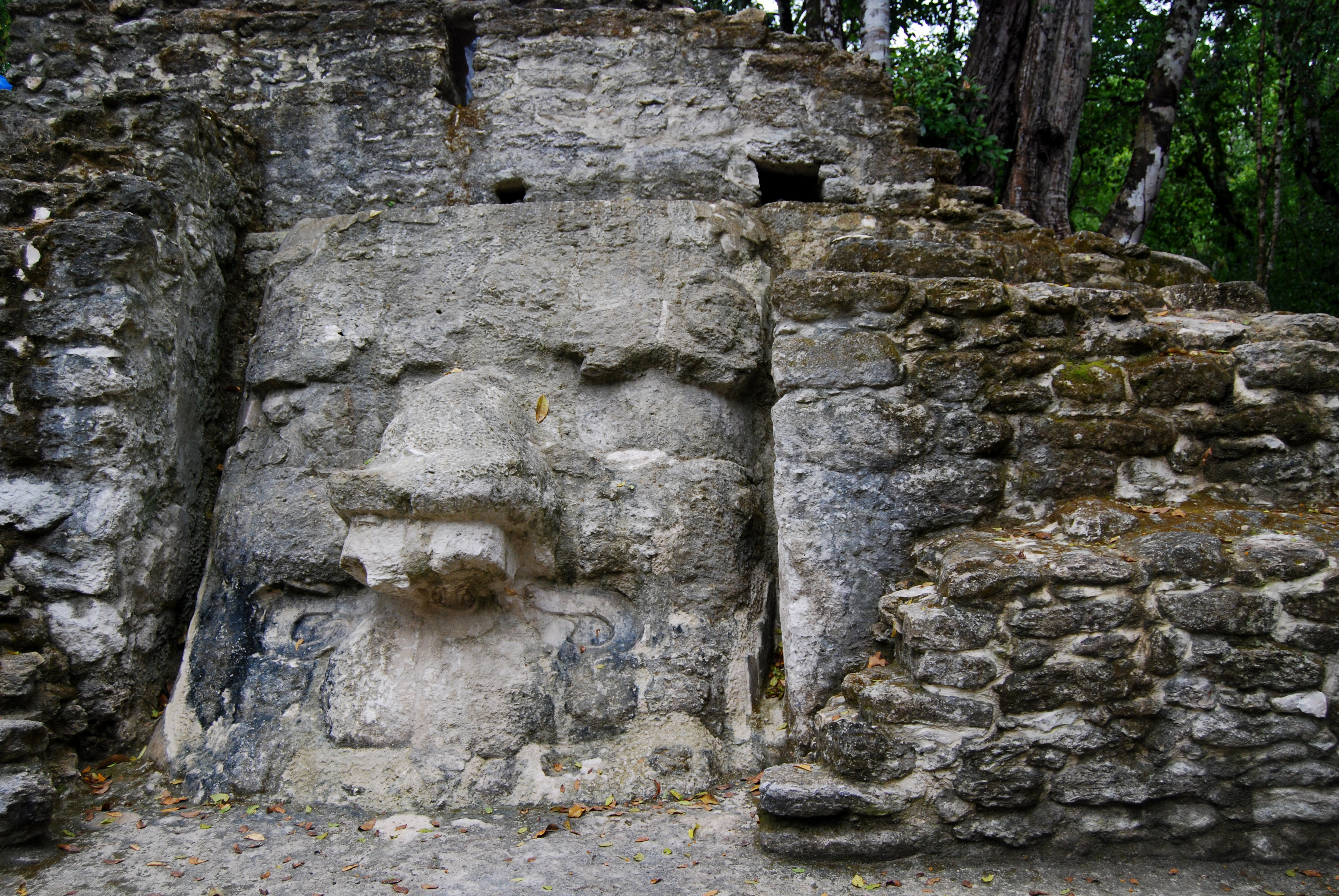
Detalle de un mascarón de la Estructura 313 de la Gran Acrópolis Central en El Mirador.

Las exploraciones de 1967, 1984 y 2006 encontraron que el Complejo Central-Oeste de El Mirador está compuesto por los complejos «Tigre» y  «Monos», y los grupos «León», «Cascabel», «Cigarras» y «Tres Micos»; además allí se encuentra la Gran Acrópolis Central.  Todas estas estructuras estuvieron relacionadas con el poder administrativo y están situadas sobre una planicie elevada a la orilla del bajo «La Jarrilla».
El complejo Central-Oeste tiene una muralla concéntrica que consta de un sistema de muros en los lados sur, este y norte que alcanzan los 3 km de longitud y que confinan a los grupos arquitectónicos mayores en un área de un kilómetro cuadrado; estos grupos mayores están dispuestos en un eje cruciforme, teniendo hacia el extremo oeste al complejo «Tigre», al norte el grupo «Cascabel», en el extremo este el grupo «Cigarras», mientras que al sur se encuentra el complejo «Monos». Estas estructuras tienen edificios dispuestos en el patrón triádico y están colocadas sobre grandes basamentos. Asimismo, allí se han encontrado la mayor cantidad de estelas, monumentos, e inscripciones tempranas que datan del período Preclásico Tardío, época durante la cual fueron construidos la mayoría de los edificios piramidales y los grandes complejos residenciales.

### Los suburbios
Recientes investigaciones alrededor de El Mirador demuestran que esta gran ciudad estuvo conformada por una red de sitios periféricos que fueron parte importante en el desarrollo cultural. Nuevos asentamientos fueron descubiertos alrededor de El Mirador, entre los que podemos mencionar: Los Faisanes, Sacalero, Los Pericos, Pedernal, La Muerta, Las Ardillas, Loro Real, La Herradura, entre otros. El desarrollo de los suburbios de El Mirador ocurrió paralelo al crecimiento del epicentro, desde el Preclásico Medio con la fundación del asentamiento de Sacalero y su calzada. Posteriormente, en el Preclásico Tardío, entre 400 y 100 a. C., la ciudad se había extendido hacia todos los puntos cardinales.

### Disposición de los edificios

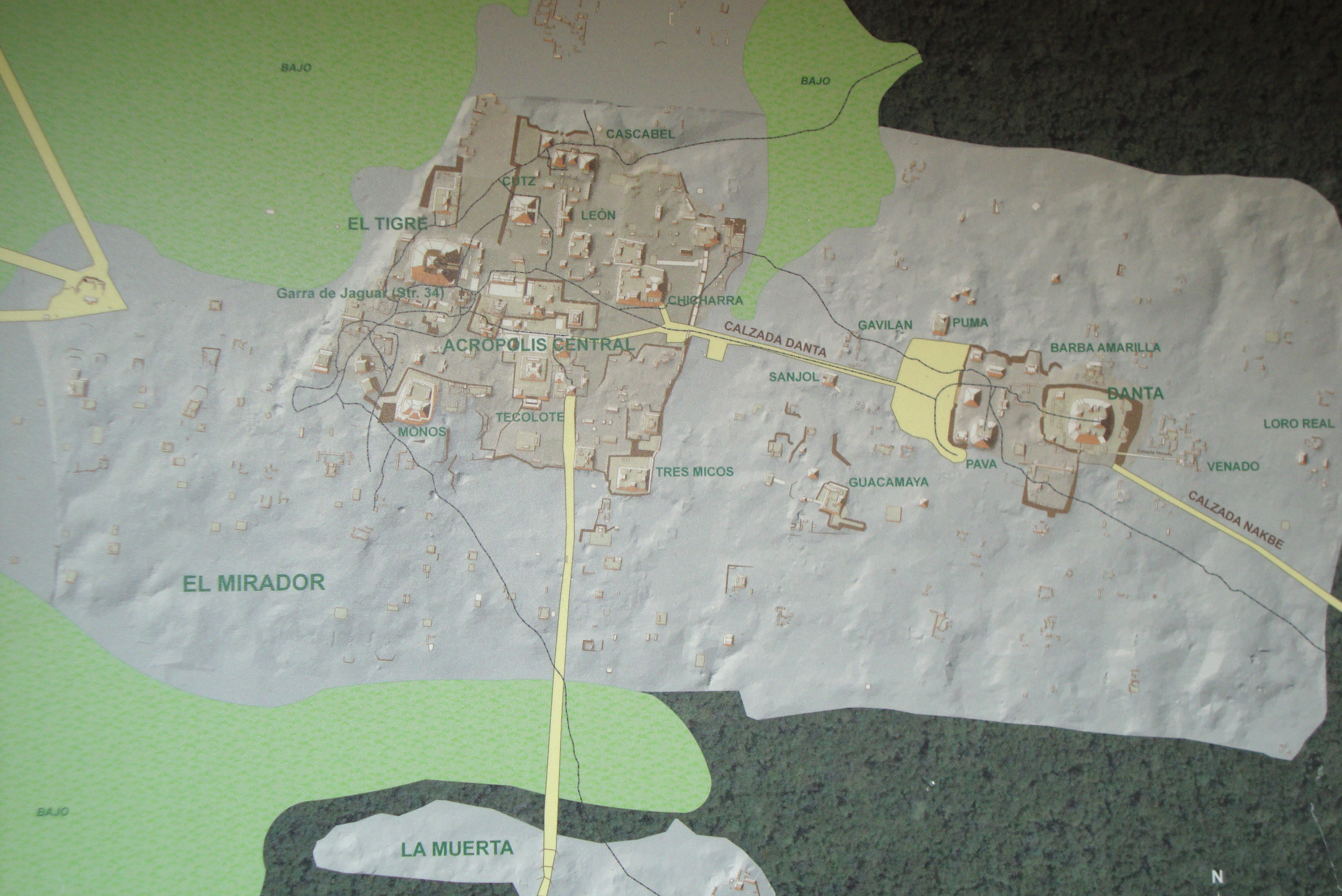
Mapa de El Mirador en donde se observa que la orientación de la ciudad está rotada por lo menos 10° con respecto al Norte real.

Estudios publicados en 2009 demuestran que existen regularidades en la orientación y disposición de la ciudad de El Mirador, que siguen reglas complejas relacionadas con astronomía y ciclos del calendario maya, similares a las utilizadas en otras partes de Mesoamérica posteriormente.  A pesar de las dificultades para este estudio derivadas de que las estructuras de la ciudad están cubiertas de vegetación y promontorios de tierra y piedra, los reportes realizados por Hansen y Morales-Aguilar son lo suficientemente exactos para hacer estudios arqueológico-astronómicos.
El mapa elaborado por Morales-Aguilar permite observar que existe una rotación de la ciudad con respecto a los puntos cardinales, que es común en la región, y también que existen algunos patrones geométricos entre las estructuras.  De hecho, la construcción y orientación de varios edificios fueron hechas de tal modo que si un observador estaba en una, podía utilizar a la otra como un marcador exacto para la posición del Sol en algunas fechas determinadas del año que eran importantes para la cultura Maya; de esta forma, los constructores lograron crear un horizonte artificial en una región en la que no existen montañas que les sirvan de referencia. Ahora bien, la orientación de las fachadas no tenía una función astronómica ni estaba relacionada con la posición del edificio, sino que estaba directamente relacionada con el simbolismo del ritual para el que el edificio fue construido. De esta forma, las alineaciones diseñadas para encajar con fenómenos astronómicos importantes para los mayas servían para recrear y perpetuar el orden celestial divino en el ambiente terrenal de la ciudad.

## Clima
La humedad relativa en la región de Petén sigue el comportamiento de la precipitación. La humedad relativa es mínima durante el mes de abril al final del periodo seco y comienza a aumentar a partir de mayo, cuando se inicia el periodo de las mayores lluvias. La humedad relativa promedio es de 80%, representándose valores máximos de 93% en enero y mínimos de 48% en abril.
El Mirador tiene clima tropical (Clasificación de Köppen: Aw).
| Parámetros climáticos promedio de El Mirador | Parámetros climáticos promedio de El Mirador | Parámetros climáticos promedio de El Mirador | Parámetros climáticos promedio de El Mirador | Parámetros climáticos promedio de El Mirador | Parámetros climáticos promedio de El Mirador | Parámetros climáticos promedio de El Mirador | Parámetros climáticos promedio de El Mirador | Parámetros climáticos promedio de El Mirador | Parámetros climáticos promedio de El Mirador | Parámetros climáticos promedio de El Mirador | Parámetros climáticos promedio de El Mirador | Parámetros climáticos promedio de El Mirador | Parámetros climáticos promedio de El Mirador |
| Mes                                          | Ene.                                         | Feb.                                         | Mar.                                         | Abr.                                         | May.                                         | Jun.                                         | Jul.                                         | Ago.                                         | Sep.                                         | Oct.                                         | Nov.                                         | Dic.                                         | Anual                                        |
| -------------------------------------------- | -------------------------------------------- | -------------------------------------------- | -------------------------------------------- | -------------------------------------------- | -------------------------------------------- | -------------------------------------------- | -------------------------------------------- | -------------------------------------------- | -------------------------------------------- | -------------------------------------------- | -------------------------------------------- | -------------------------------------------- | -------------------------------------------- |
| Temp. máx. media (°C)                        | 26.1                                         | 28.1                                         | 29.7                                         | 32.4                                         | 32.2                                         | 31.2                                         | 30.1                                         | 30.4                                         | 30.1                                         | 29.1                                         | 28.2                                         | 26.5                                         | 29.5                                         |
| Temp. media (°C)                             | 21.7                                         | 23.1                                         | 24.8                                         | 27.2                                         | 27.4                                         | 27.0                                         | 26.2                                         | 26.2                                         | 26.3                                         | 25.3                                         | 24.1                                         | 22.4                                         | 25.1                                         |
| Temp. mín. media (°C)                        | 17.3                                         | 18.2                                         | 20.0                                         | 22.0                                         | 22.7                                         | 22.9                                         | 22.3                                         | 22.1                                         | 22.5                                         | 21.5                                         | 20.1                                         | 18.4                                         | 20.8                                         |
| Precipitación total (mm)                     | 61                                           | 29                                           | 42                                           | 45                                           | 133                                          | 190                                          | 110                                          | 134                                          | 236                                          | 185                                          | 123                                          | 83                                           | 1371                                         |
| Fuente: Climate-Data.org                     |                                              |                                              |                                              |                                              |                                              |                                              |                                              |                                              |                                              |                                              |                                              |                                              |                                              |